# 고쇼촌 (야마나시현)
고쇼촌(御所村)은 야마나시현 히가시야쓰시로군에 설치되었던 촌이다. 현재의 후에후키시에 해당한다.